# Giovanni Farina (politico)
Giovanni Farina (Cigognola, 28 ottobre 1892 – 5 giugno 1979) è stato un politico italiano.

## Biografia
Deputato dell'Assemblea Costituente per il Partito Comunista Italiano è senatore di diritto nella I Legislatura, ed eletto al Senato della Repubblica nella II.